# مرزوق الحبيني
مرزوق فالح الحبيني (مواليد 1952)؛ سياسي كويتي، عضو مجلس الأمة السابق خلال الفترة 20 يونيو 2023 حتى 15 فبراير 2024 وكان سابقاً عضواً في مجلس الأمة خلال الفترة 20 أكتوبر 1996 حتى 17 مارس 2009 .

## عن حياته
ولد مرزوق الحبيني في سنة 1952
حصل على شهادة باكالوريوس إدارة الأعمال وهو عضو في كتلة العمل الشعبي
ترشح لانتخابات مجلس الأمة 1985 عن الدائرة الثانية والعشرون وخسر في الانتخابات بعد حصوله على المركز الثالث ب559 صوت
وكما ترشح لانتخابات مجلس الأمة 1992 عن الدائرة الثانية والعشرون وخسر في الانتخابات بعد حصوله على المركز الثالث ب1035 صوت
وكما ترشح لانتخابات مجلس الأمة 1996 عن الدائرة الخامسة والعشرون وفاز في الانتخابات بعد حصوله على المركز الثاني ب553 صوت
وكما ترشح لانتخابات مجلس الأمة 1999 عن الدائرة الخامسة والعشرون وفاز في الانتخابات بعد حصوله على المركز الثاني ب467 صوت
وكما ترشح لانتخابات مجلس الأمة 2003 عن الدائرة الخامسة والعشرون وفاز في الانتخابات بعد حصوله على المركز الأول ب1972 صوت
وكما ترشح لانتخابات مجلس الأمة 2006 عن الدائرة الخامسة والعشرون وفاز في الانتخابات بعد حصوله على المركز الأول ب4381 صوت
وكما ترشح لانتخابات مجلس الأمة 2008 عن الدائرة الخامسة والعشرون وفاز في الانتخابات بعد حصوله على المركز الثاني ب14864 صوت
وكما ترشح لانتخابات مجلس الأمة 2016 عن الدائرة الخامسة وخسر في الانتخابات بعد حصوله على المركز الثاني والعشرون ب2123 صوت
وكما ترشح لانتخابات مجلس الأمة 2020 عن الدائرة الخامسة وخسر في الانتخابات بعد حصوله على المركز الثالث عشر ب4336 صوت
وكما ترشح لانتخابات مجلس الأمة 2022 التي تم بطلانها بحكم من المحكمة الدستورية عن الدائرة الخامسة وفاز في الانتخابات بعد حصوله على المركز التاسع ب4830 صوت
وكما ترشح لانتخابات مجلس الأمة 2023 عن الدائرة الخامسة وفاز في الانتخابات بعد حصوله على المركز الخامس ب6775 صوت

## الحياة البرلمانية
| الانتخابات    | الدائرة الانتخابية       | المركز        | عدد الأصوات | النتيجة |
| ------------- | ------------------------ | ------------- | ----------- | ------- |
| انتخابات 1985 | الدائرة الثانية والعشرين | المركز الثالث | 559 صوت     | خسر     |
| انتخابات 1992 | الدائرة الثانية والعشرين | المركز الثالث | 1035 صوت    | خسر     |
| انتخابات 1996 | الدائرة الخامسة والعشرين | المركز الثاني | 553 صوت     | فاز     |
| انتخابات 1999 | الدائرة الخامسة والعشرين | المركز الثاني | 467 صوت     | فاز     |
| انتخابات 2003 | الدائرة الخامسة والعشرين | المركز الأول  | 1972 صوت    | فاز     |
| انتخابات 2006 | الدائرة الخامسة والعشرين | المركز الأول  | 4381 صوت    | فاز     |
| انتخابات 2008 | الدائرة الخامسة والعشرين | المركز الثاني | 14864 صوت   | فاز     |
| انتخابات 2022 | الدائرة الخامسة          | المركز التاسع | 4830 صوت    | فاز     |
| انتخابات 2023 | الدائرة الخامسة          | المركز الخامس | 6775 صوت    | فاز     |